# Назарово (Шекснинский район)
Наза́рово — деревня в Шекснинском районе Вологодской области.
Входит в состав сельского поселения Сиземского (с 1 января 2006 года по 8 апреля 2009 года входила в Чаромское сельское поселение), с точки зрения административно-территориального деления — в Чаромский сельсовет.
Расстояние по автодороге до районного центра Шексны — 22 км, до центра муниципального образования Чаромского — 4 км. Ближайшие населённые пункты — Демино, Тимшино, Ворново.
По переписи 2002 года население — 13 человек.